# Laurent Atsain Achi
Laurent Atsain Achi est un homme politique de Côte d'Ivoire, né le 10 août 1951 à Agou. Ancien ministre de l'Emploi de la Fonction publique et de la Prévoyance sociale de Côte d'ivoire sous Henri Konan Bédié, il a été conseiller du Président de la République, député-maire de la ville d'Agou. Il est titulaire d'un PhD en économie de l'université d'État de New York à Albany. Il est également membre du conseil d'administration de l'IFPRI. 
Membre du PDCI, il a été ministre au sein du Gouvernement Kablan Duncan I. En 2009, Il est conseiller politique principal de Alan Doss représentant spécial du Secrétaire général des Nations unies en République démocratique du Congo.
Il est marié et père de 4 enfants.